# Sankt Botvids källa

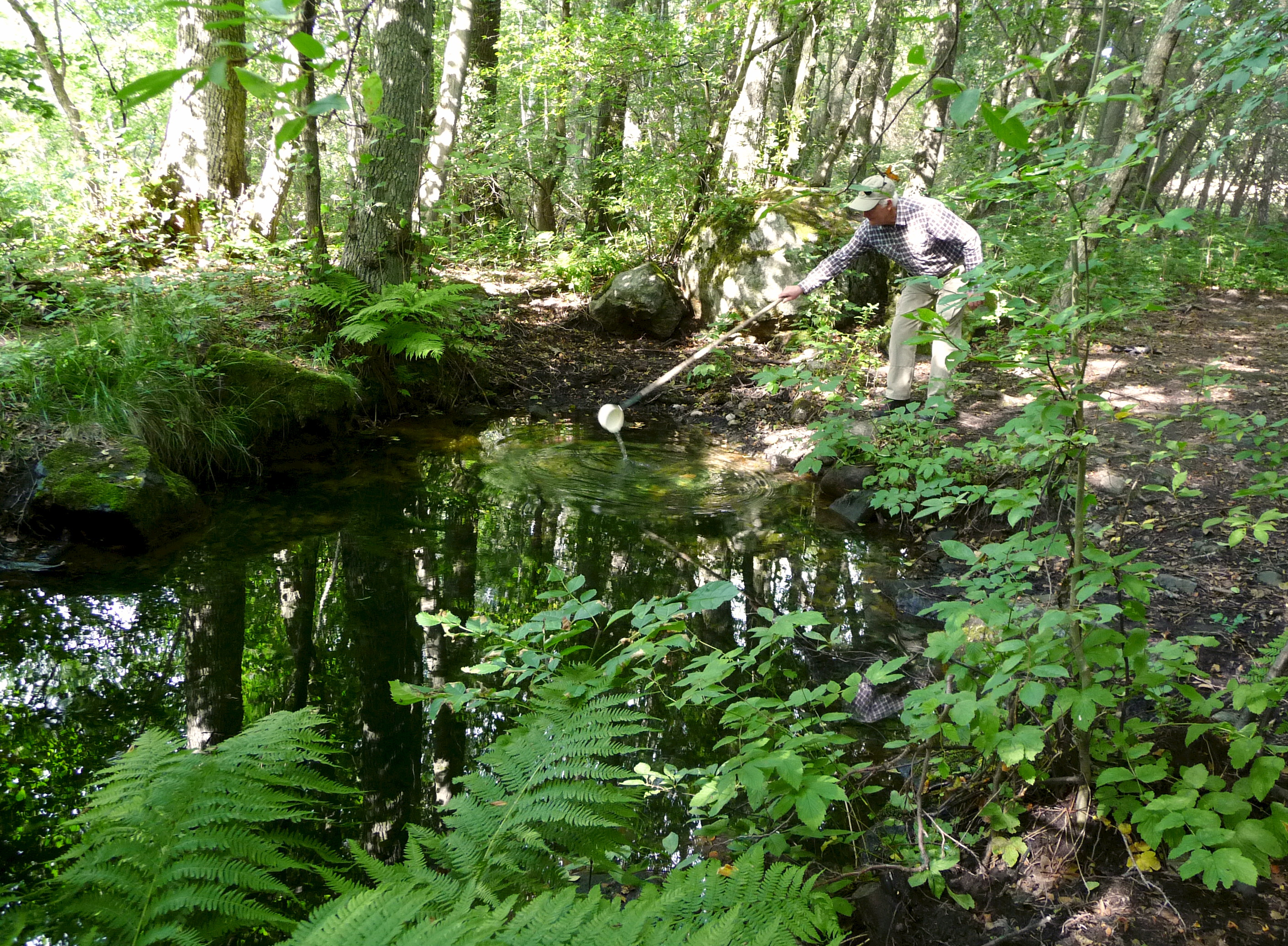
Sankt Botvids källa.

Sankt Botvids källa är en kallvattenkälla vid Bornsjöns sydöstra spets, i Salems kommun, där Bergaholmsvägen blir till Sankt Botvids väg, nära kommungränsen till Botkyrka kommun. Ett femtiotal meter från källan står Söderbystenen och 1,5 kilometer västerut ligger Salems kyrka. 

## Källan

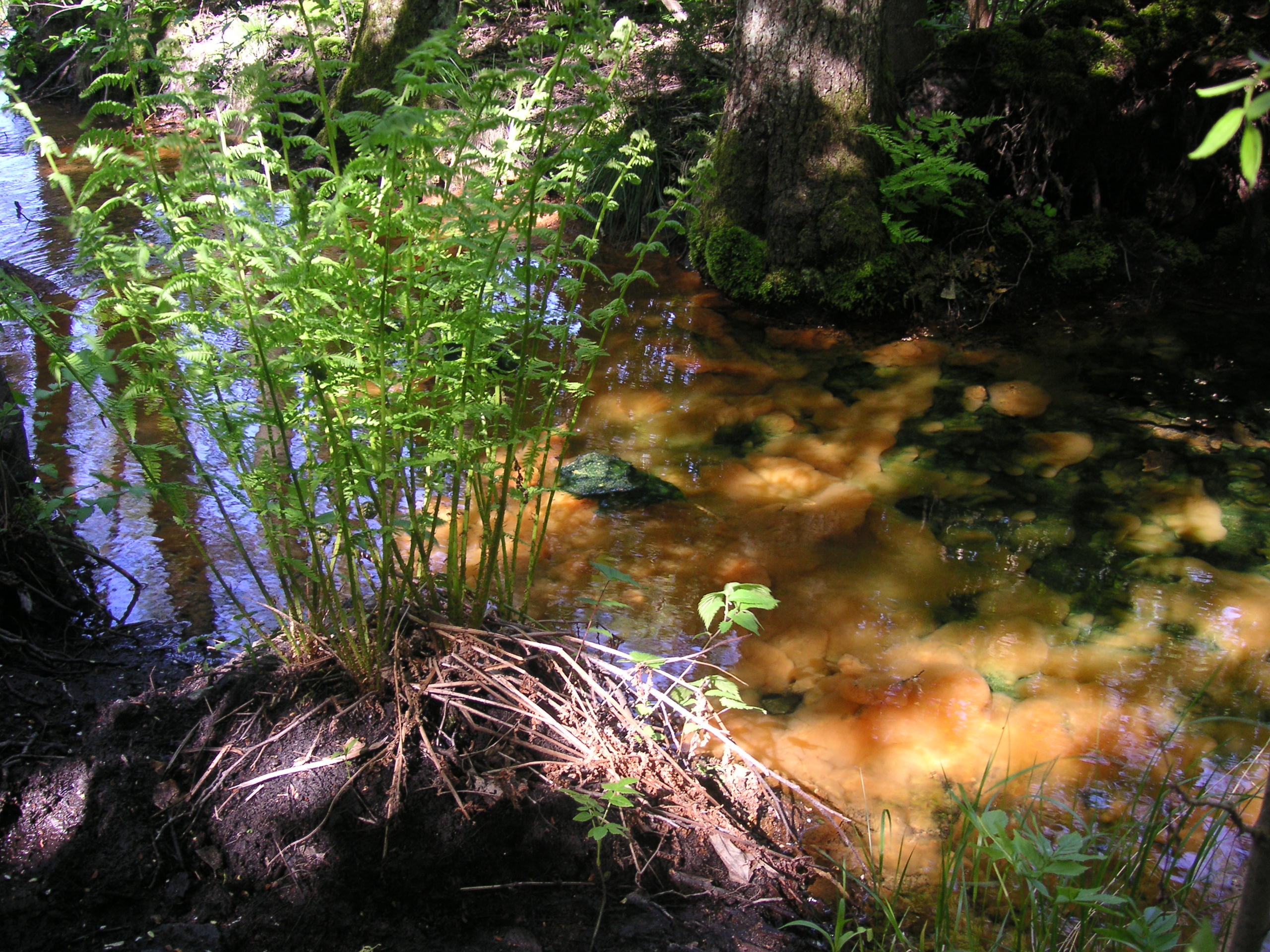
Sankt Botvids källa i maj 2008

Sankt Botvids källa är en artesisk källa, där vattnet strömmar upp under eget tryck. Källan bildar en liten lagun, där det väller fram 5-10 liter vatten per sekund. Vattnet rinner i en kort bäck och förenar sig sedan med Bornsjön.  Vattnet är järnhaltigt och det gör att det bildas gula och gröna alger på vattendragets botten. Källan har gett upphov till Botvidslegenden.

## Botvidslegenden
Källan har fått sitt namn efter legenden om Sankt Botvid som begravdes i Salems kyrka omkring år 1120 vilket ledde till att kyrkan blev en vallfartskyrka för pilgrimer. Botvids bror Björn uppförde en kyrka på Hammarbys ägor i Botkyrka (föregångaren till Botkyrka kyrka). År 1129 skulle kvarlevorna efter Botvid föras i en procession till den nybyggda kyrkan. Under transporten satte bärarna ner relikerna för att vila och då sprang en källa fram på platsen.
Sankt Botvids källa kan dock inte vara identisk med den källa som omnämns i legenden. 

## Bilder

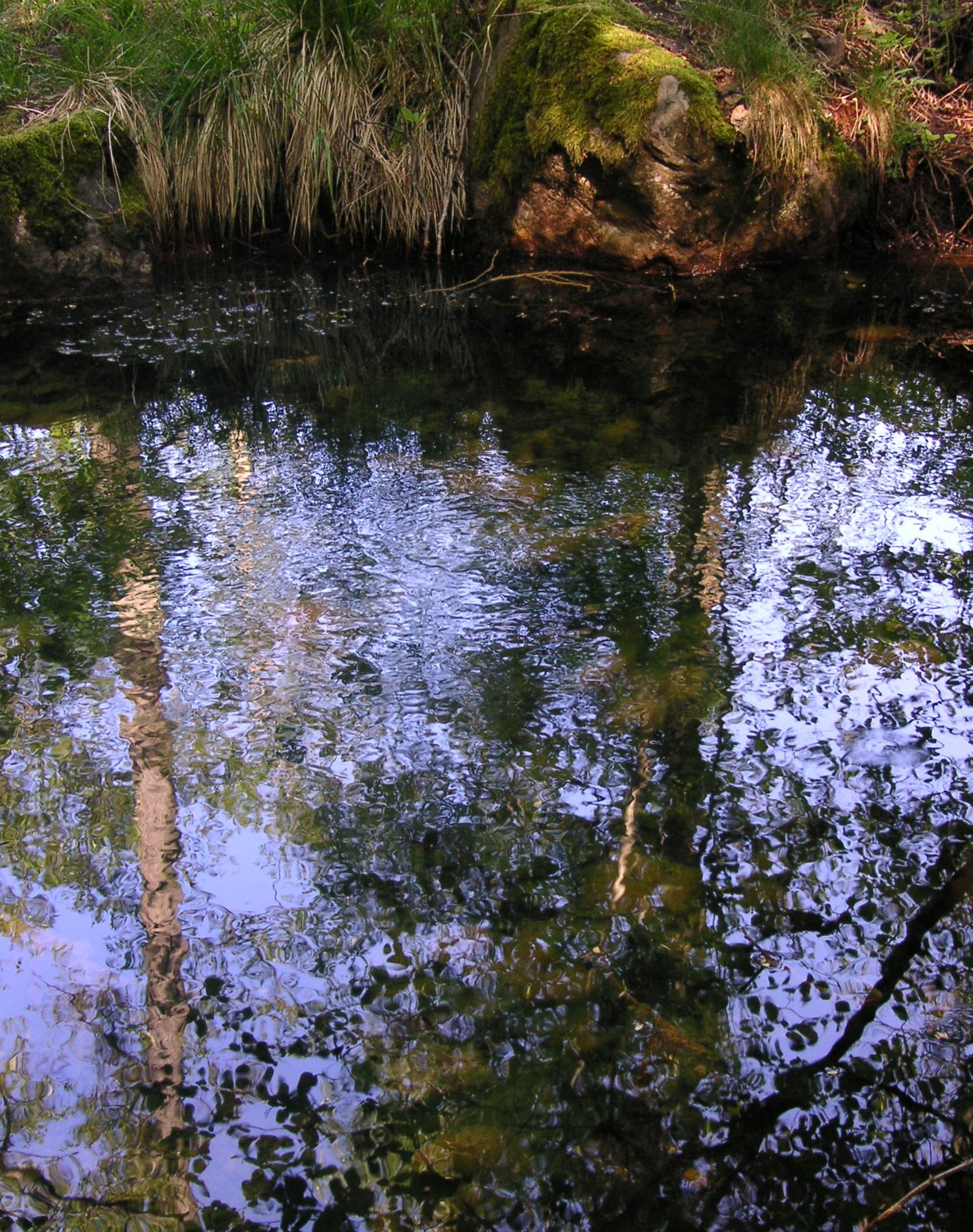
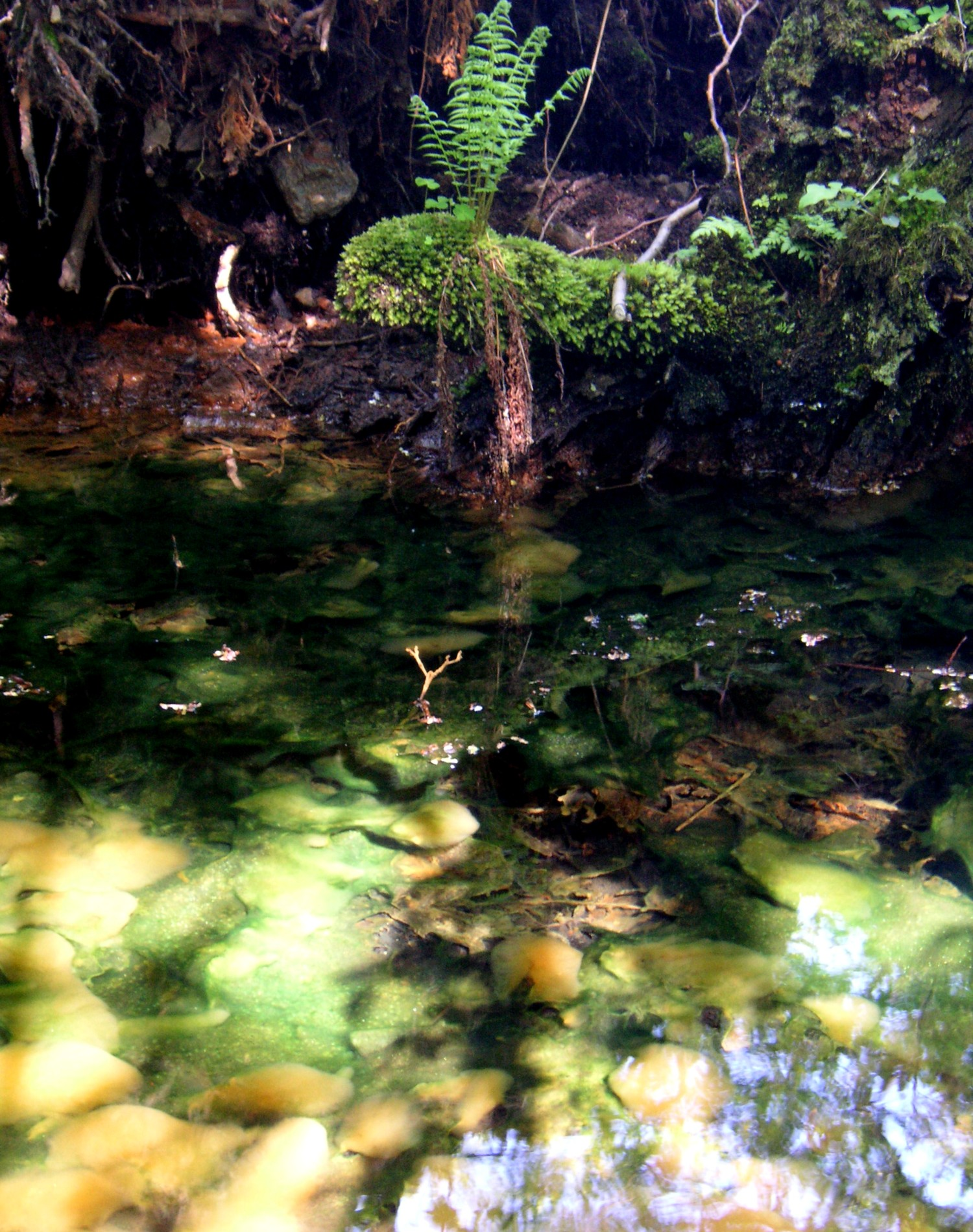
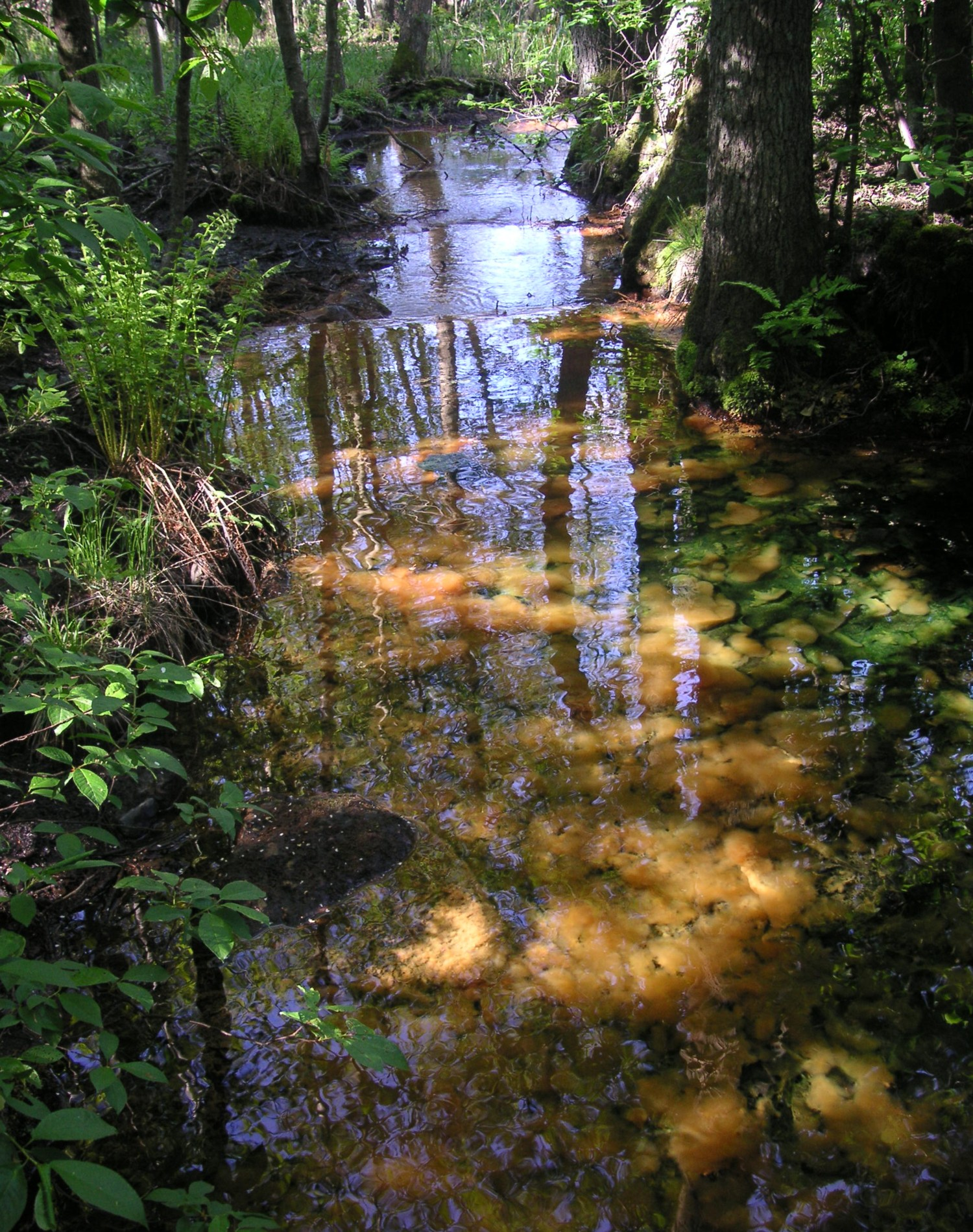
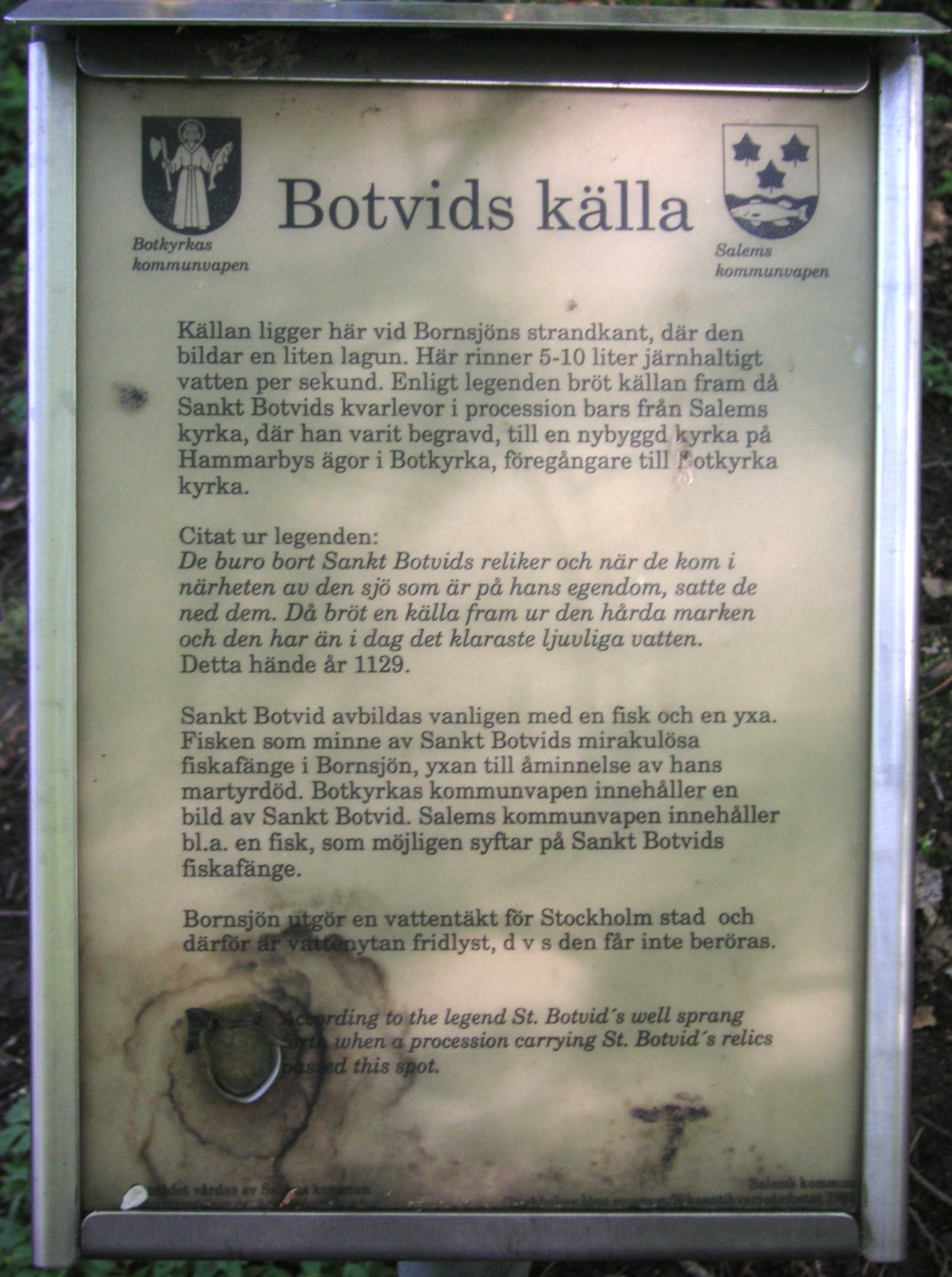